# Amphicrossus altalis
Amphicrossus altalis är en kräftdjursart som beskrevs av Humes och Rony Huys 1992. Amphicrossus altalis ingår i släktet Amphicrossus och familjen Erebonasteridae. Inga underarter finns listade i Catalogue of Life.